# Fields of Gold
"Fields of Gold" é uma canção lançada em 1993 do músico inglês Sting, gravada para seu álbum Ten Summoner's Tales. "Fields of Gold" e todas as outras faixas do álbum foram gravadas em Lake House em Wiltshire, mixadas no "The Townhouse Studio" em  Londres, Inglaterra e masterizada no Masterdisk, em Nova York. O solo de gaita é tocado Brendan Power, e os Smallpipes nortumbriana são tocadas por Kathryn Tickell. O vídeo da música foi dirigido por Kevin Godley. A capa do álbum foi fotografada no "Wardour Old Castle" em Wiltshire, mesmo local da capa de Ten Summoner's Tales.
"Fields of Gold" foi o segundo single do álbum depois de "If I Ever Lose My Faith in You". A canção alcançou o No.16 no UK Singles Chart e No. 23 no Billboard Hot 100 e No. 2 no Billboard Adult Contemporary Chart. Foi considerada um sucesso na Irlanda, Alemanha, Países Baixos, Suiça e muitos outros países. 
A canção foi incluída primeiro álbum de compilações produzido pelo Sting, sob o título de Fields of Gold: The Best of Sting 1984–1994 , lançado em 1994. Fez parte, também, de uma outra compilação, chamada The Very Best of Sting & The Police, que foi lançada 1997. Foi regravada por Sting em 2006, como faixa bônus para seu álbum de canções Clássicas, denominado Songs from the Labyrinth, em que a canção foi acompanhada integralmente por um alaúde.

## Lista de faixas
- UK 4 Track CD Single[1]

1. "Fields of Gold"
2. "King of Pain" – Live
3. "Fragile" – Live
4. "Purple Haze" – Live

- Rare UK Limited Edition 4 Track Gatefold CD Single[1]

1. "Fields of Gold"
2. "Message in a Bottle" – Live
3. "Fortress Around Your Heart" – Live
4. "Roxanne" – Live

## Paradas
| Ano  | Canção           | Posições | Posições | Posições | Posições | Posições | Posições | Posições | Posições | Posições | Posições | Posições | Álbum                |
| Ano  | Canção           | US       | US AC    | US Adult | US Rock  | US Mod   | UK       | FRA      | GER      | IRE      | NET      | SWI      | Álbum                |
| ---- | ---------------- | -------- | -------- | -------- | -------- | -------- | -------- | -------- | -------- | -------- | -------- | -------- | -------------------- |
| 1993 | "Fields of Gold" | 23       | 2        | —        | 24       | 12       | 16       | —        | 52       | 22       | 44       | 25       | Ten Summoner's Tales |